# Bungsberg

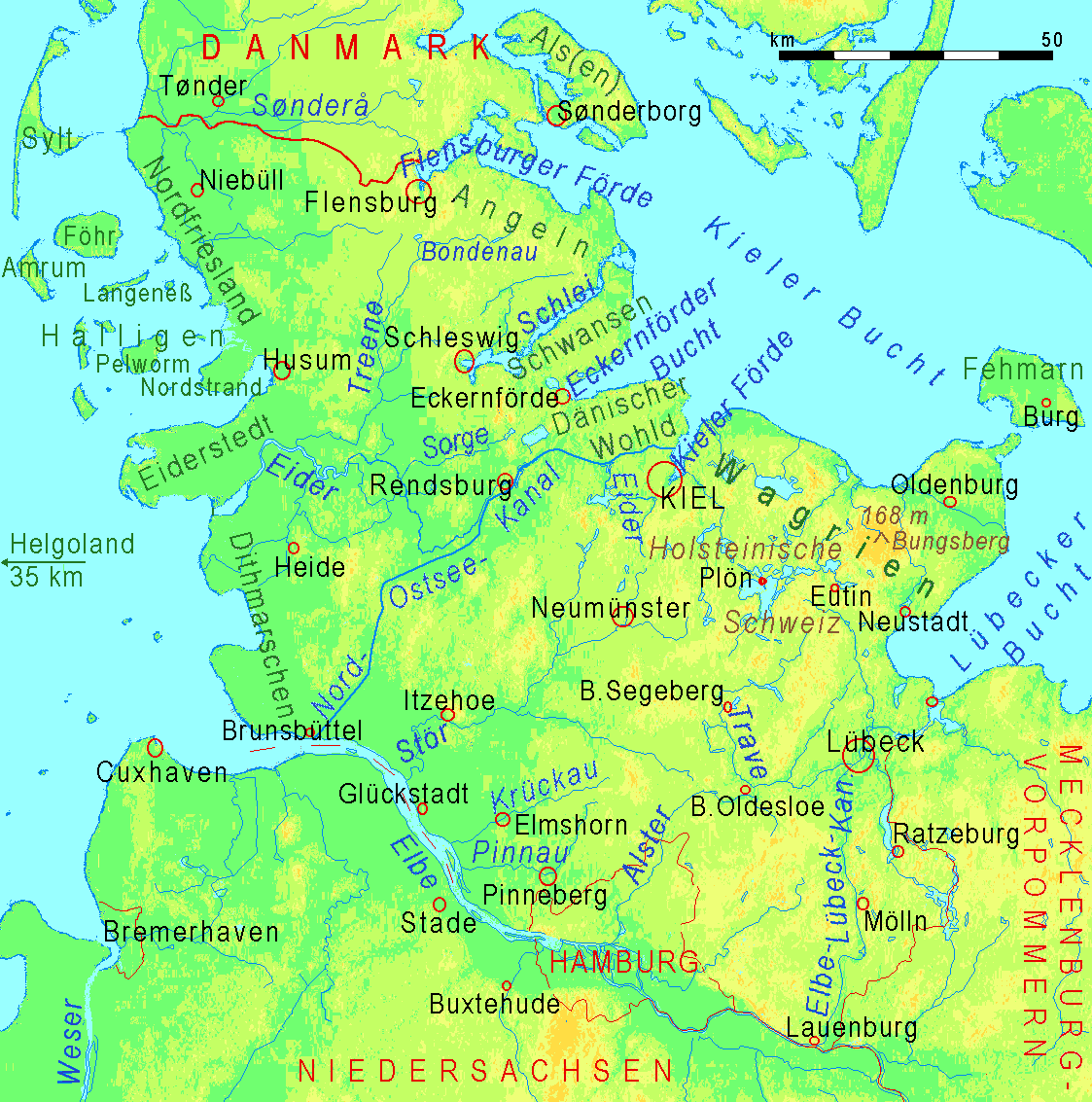
Géographie physique du Schleswig-Holstein.

Le Bungsberg est un sommet d'Allemagne constituant, avec 167 m d’altitude, le point culminant du Schleswig-Holstein. Il est situé en Suisse holsteinoise sur le territoire de la commune de Schönwalde am Bungsberg, dans l’arrondissement du Holstein-de-l'Est. À proximité de la colline se trouvent les communes de Kasseedorf et de Kirchnüchel dans l’arrondissement de Plön.
Le Bungsberg est apprécié pour les deux belvédères que sont la tour de télécommunications du Bungsberg avec sa plate-forme panoramique et la tour Elisabeth. On y trouve également un émetteur de radiodiffusion, un site pédagogique et la seule station de sports d'hiver du Schleswig-Holstein. 
La Schwentine, l'une des plus longues rivières du Schleswig-Holstein, prend sa source près du Bungsberg.

## Géographie

### Situation
Le Bungsberg s'élève en Suisse holsteinoise, au nord-est du parc naturel de Suisse holsteinoise. Son sommet se trouve à 1,9 km au nord-ouest du quartier de Scheelholz et à 1,2 km au sud-ouest du quartier de Mönchneversdorf, deux villages de Schönwalde am Bungsberg, à 2,1 km au nord-est de Bergfeld, un quartier de Kasseedorf, et à 1,5 km à l'est-sud-est de Kirchmühl, un domaine de Kirchnüchel. La Malenter Au s'élève à 1,7 km au nord du sommet, la Steinbek à 2,2 km à l'est-nord-est, la Lachsbach à 0,7 km au sud-sud-est et la Schwentine à 1,7 km au sud-ouest.

### Géologie
Le Bungsberg est une moraine terminale qui s'est formée il y a environ 150 000 ans pendant la glaciation saalienne.
Au cours de la glaciation vistulienne, il y a environ 10 000 ans, les glaciers n'ont pas pu franchir la montagne en raison de sa hauteur. Ils l'ont donc contournée, formant un nunatak.

### Faune et flore
À proximité du Bungsberg, une étendue de forêt entre Kasseedorf et Stolpe comprend des châtaigniers, des hêtres et des chênes. Des pygargues à queue blanche s'y reproduisent. Le pic noir est présent dans les forêts de conifères au sud du Bungsberg. Des amphibiens tels que le sonneur à ventre de feu et la grenouille rieuse fréquentent les alentours du Bungsberg. En revanche, la rainette verte  y est en fort déclin depuis la Seconde Guerre mondiale à cause de la destruction de son ancien habitat et de ses zones de reproduction.

## Histoire
Le Bungsberg appartenait au monastère de Cismar jusqu'en 1460.
En 1849, le Bungsberg appartient au domaine du manoir de Mönchneversdorf (sur la commune de Schönwalde am Bungsberg), construit en 1460 pour Detlev von Buchwald et démoli en 1934,.

## Activités et tourisme

### Randonnée
Le Bungsberg est un point de passage commun des sentiers européens de grande randonnée E1 et E6. Le site est un belvédère particulièrement apprécié en raison de la tour Elisabeth et de la plate-forme panoramique de la tour de télécommunications. Le sommet est marqué par une borne granitique rappelant la mesure danoise réalisée vers 1838.

### Tour Élisabeth
La tour Élisabeth a été construite à l'instigation du grand-duc d'Oldenbourg Nikolaus Friedrich Peter comme tour de guet en 1863 et 1864, et a été nommée en l'honneur de son épouse, Élisabeth de Saxe-Altenbourg.
Elle se trouve à environ 180 m au sud-sud-est du sommet. Depuis qu'elle a été surélevée de quatre mètres en 1875, elle mesure 22 m de haut. Après une longue période de rénovation, elle est à nouveau accessible depuis l'été 2017.

### Tour de télécommunications
À environ 170 m au sud du sommet et à 45 m à l'ouest de la tour Élisabeth se trouve la tour de télécommunications du Bungsberg, haute de 179 m, qui a été construite de 1975 à 1977. Depuis la plate-forme d'observation de la tour, située à 40 m de hauteur et accessible gratuitement, on peut voir, dans de bonnes conditions de visibilité, de grandes parties du Schleswig-Holstein ainsi que des parties du Mecklembourg-Poméranie-Occidentale et de la mer Baltique.

### Émetteur de radiodiffusion
À environ 730 m au nord-nord-ouest du sommet se trouve l'émetteur du Bungsberg. Cet émetteur de radiodiffusion, en service depuis 1960, est utilisé pour transmettre les programmes radio de la Norddeutscher Rundfunk. Le pylône en treillis d'acier érigé en 2004 mesure 249 m de haut, ce qui en fait la plus haute tour de transmission du Schleswig-Holstein. Le deuxième mât de transmission, qui a existé de 1960 à 2006, mesurait 231 m de haut.

### Site d'apprentissage extrascolaire Erlebnis Bungsberg
Depuis 2013, le Zweckverband Bungsberg et la Sparkassen-Stiftung Ostholstein s'efforcent d'accroître l'attractivité du Bungsberg en tant que destination d'excursion pour les familles et site d'apprentissage extrascolaire dans le cadre du projet « Bildungsspaß Ostholstein ». Le site d'apprentissage extrascolaire Erlebnis Bungsberg (littéralement « Expérience Bungsberg ») doit permettre de faire l'expérience de l'histoire de la colline depuis les périodes glaciaires et de la vie à ces époques.

### Restaurant
Après la fermeture définitive de l'auberge en 2007, un restaurant a été construit. Il est ouvert depuis 2015, avec une fermeture temporaire en 2019 et un changement de nom, le « 168 Ü.NN », et de gérants.

### Équipements sportifs
En hiver, si les conditions d'enneigement le permettent, le Bungsberg est la seule station de sports d'hiver du Schleswig-Holstein, et donc le plus septentrional d'Allemagne, avec une remontée mécanique installée spécialement pour les quelques jours d'enneigement,.

### Protection environnementale
Le Bungsberg se trouve dans le parc naturel de Suisse hosteinoise.

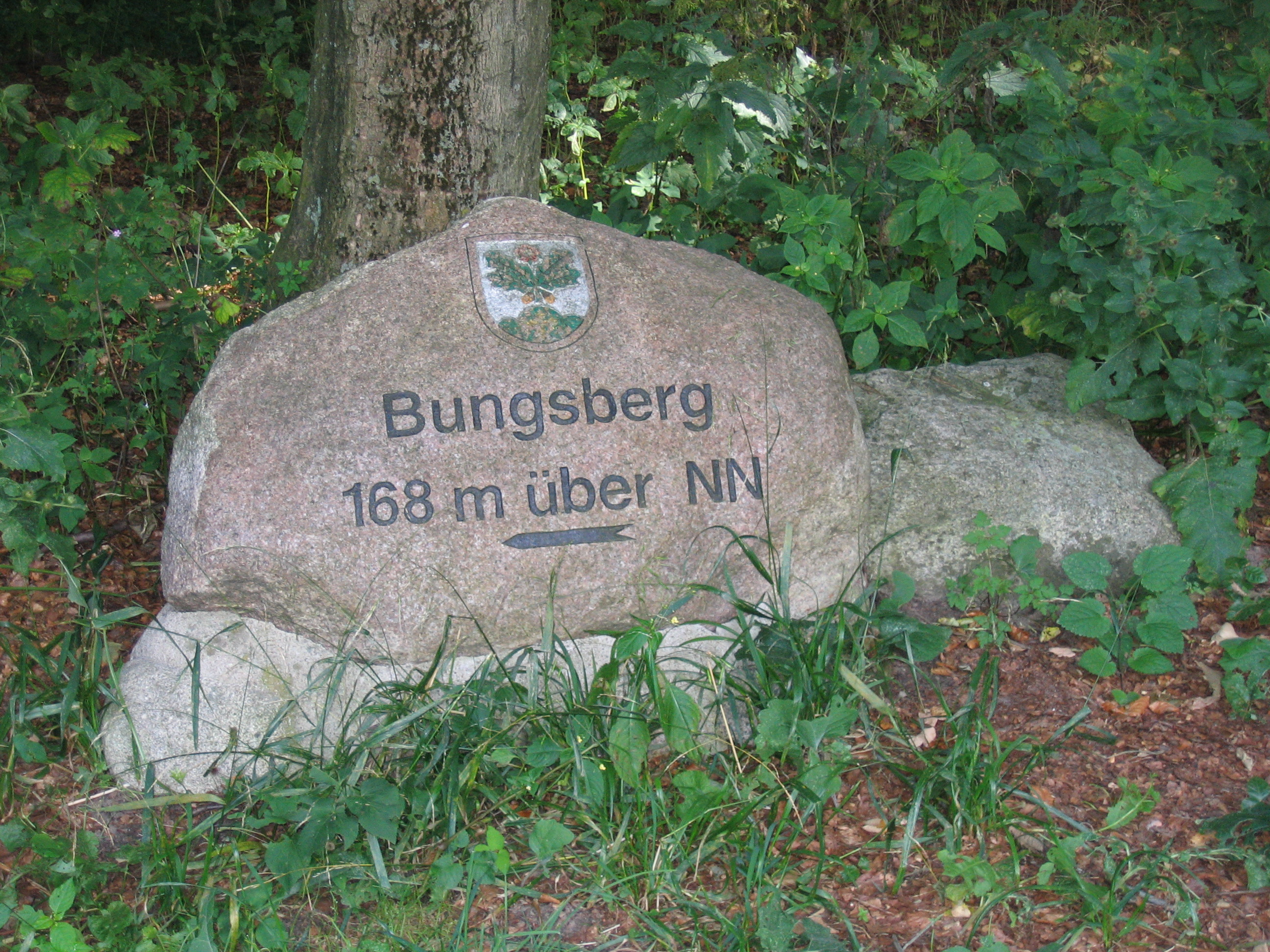
Balisage indiquant le sommet du Bungsberg.
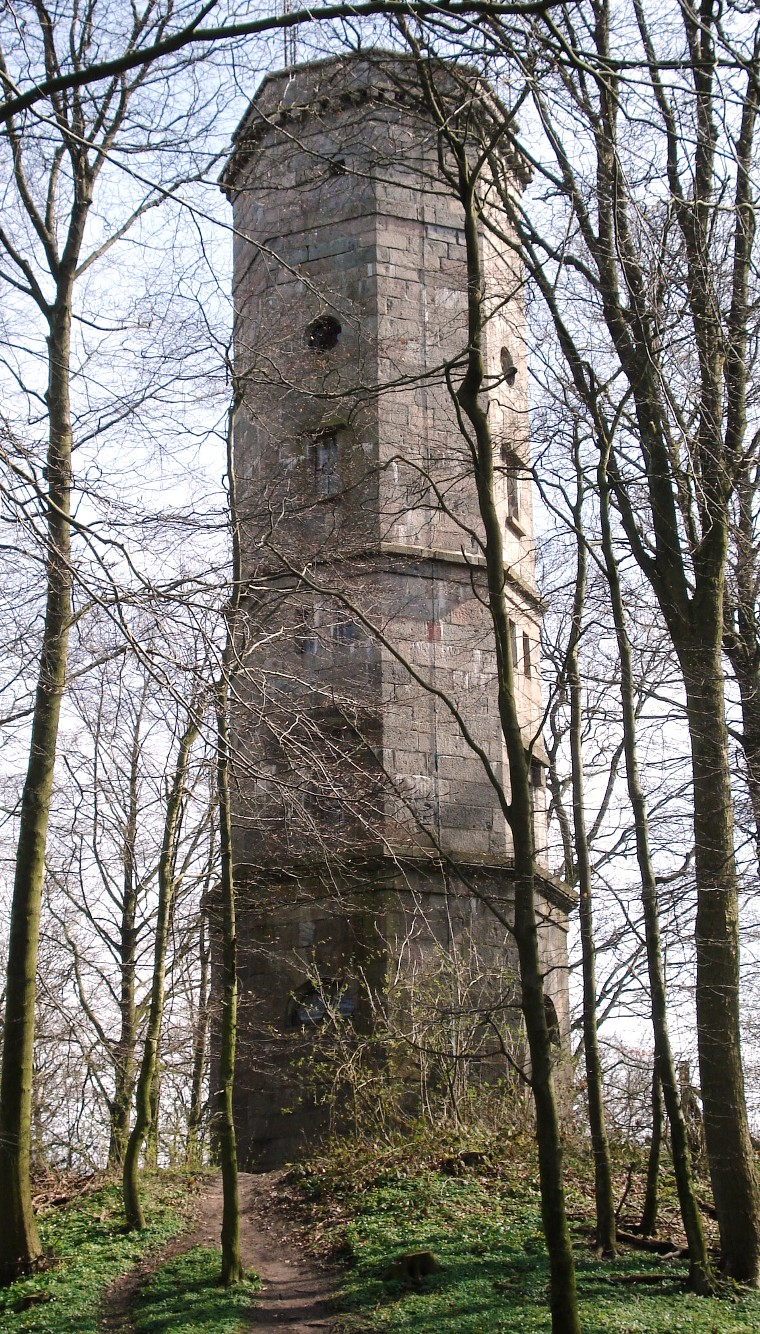
Tour Élisabeth.
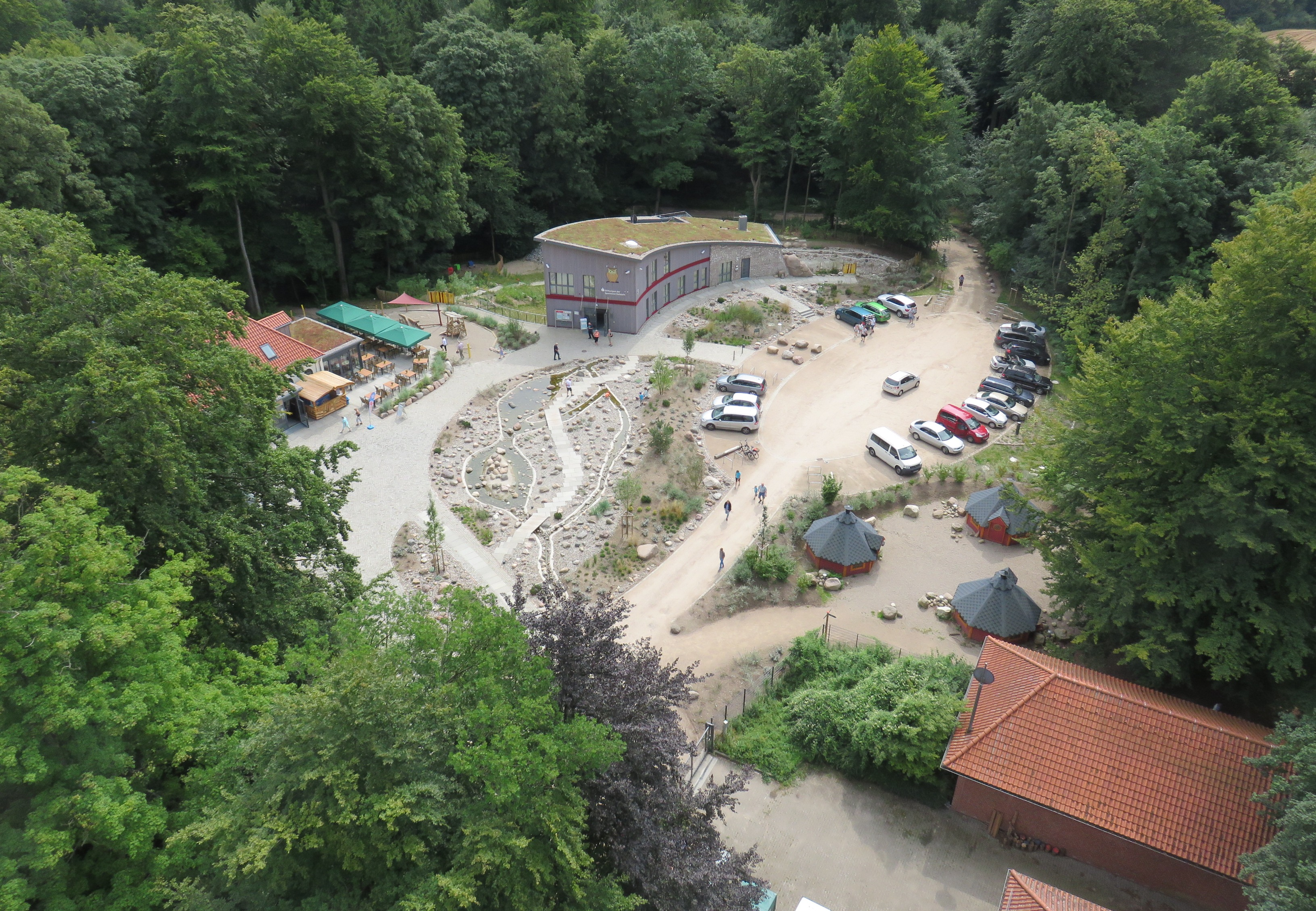
Vue sur  le site pédagogique Bungsberg Experience depuis la plate-forme d'observation de la tour de télécommunications.
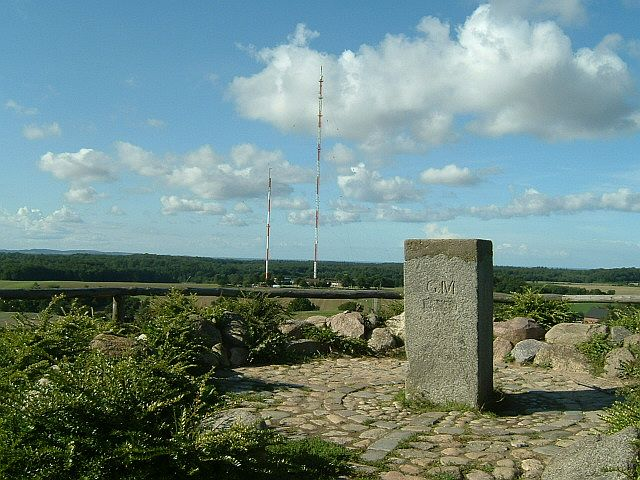
La pierre sommitale et les mâts de l'émetteur du Bungsberg en 2006.

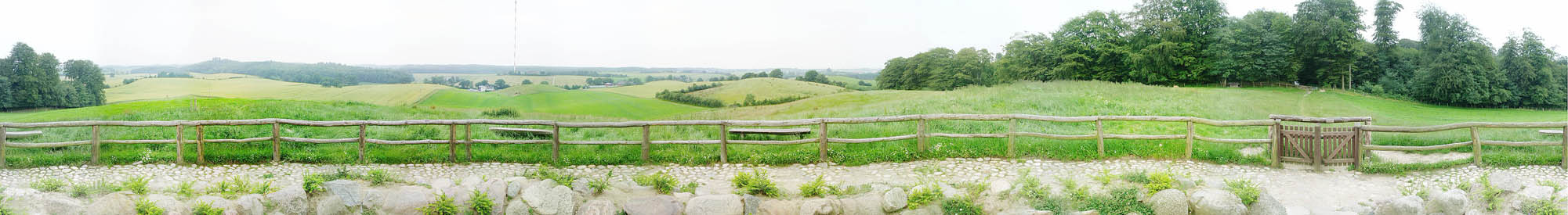
Vue du Bungsberg, par-delà le paysage de Wagrie, dans le Holstein oriental.